# Connemara (Whiskey)

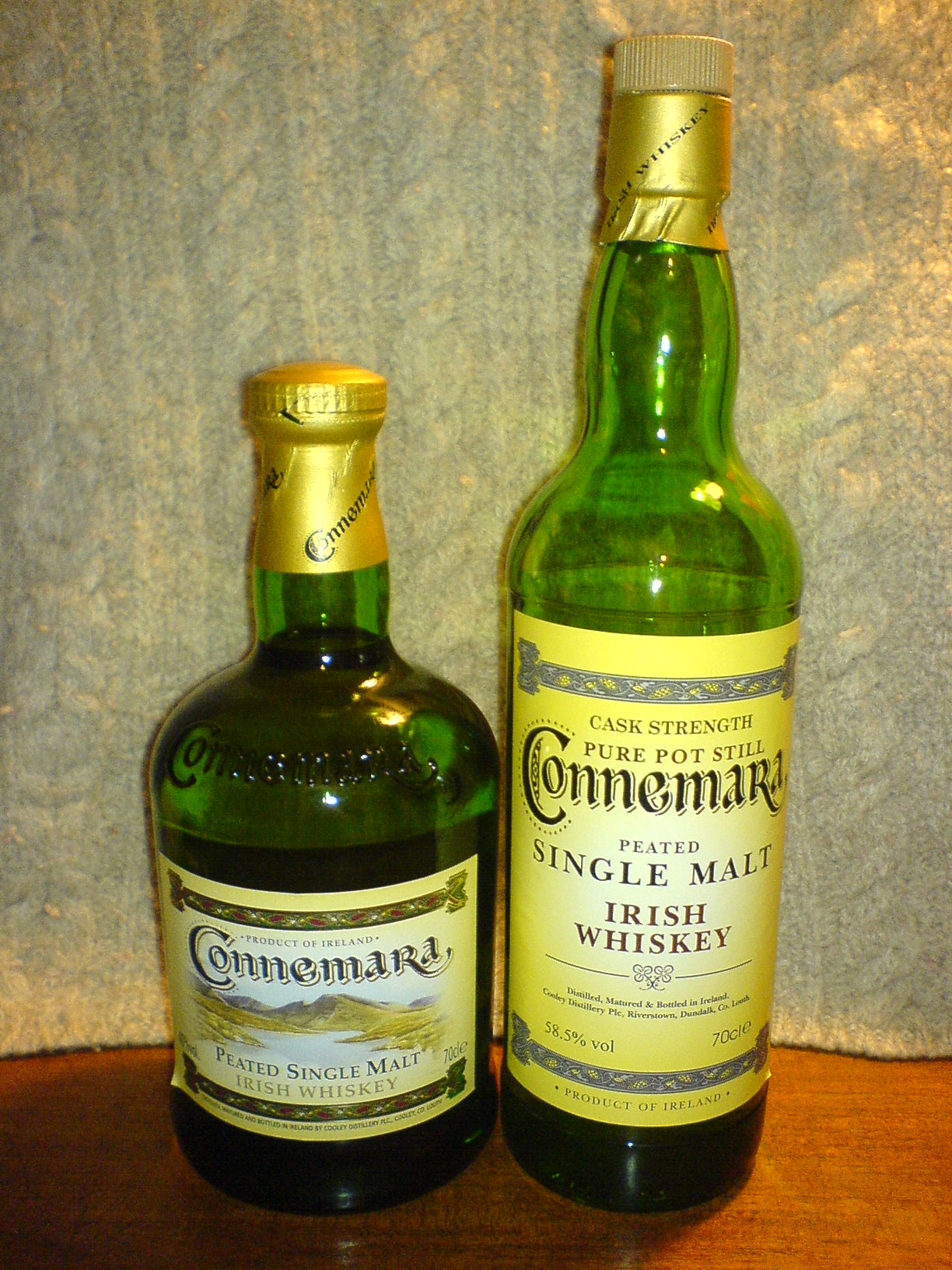
Connemara Peated Single Malt Irish Whiskey und Connemara Cask Strength Peated Single Malt Irish Whiskey (58,5 %)

Connemara ist ein stark nach Torfrauch schmeckender Single-Malt-Whiskey der Cooley Distillery, County Louth, Irland, benannt nach der entlegenen Region Connemara. Diese befindet sich allerdings rund 250 km westlich von Louth im County Galway.
Im Unterschied zu anderem irischen Whiskey wird beim Connemara wie bei manchen schottischen Whiskys die gemalzte Gerste über einem Torffeuer gedarrt. Das Malz nimmt über dem Torfbrand eine rauchwürzige Note an. Zusätzlich wird dieser Whiskey – im Unterschied zum traditionellen Irish Whiskey, aber ebenso wie die meisten schottischen Whiskys – nicht dreimal, sondern nur zweimal destilliert. Es werden dabei von Cooley spezielle Destillierbehälter verwendet, die einen schlankeren Körper und längeren Hals besitzen. Für den Whiskey Connemara wird nur Malz aus irischer Gerste verwendet. Das sandgefilterte Wasser stammt aus einem Stausee in den Cooley Mountains.

## Sorten
- Connemara Peated Single Malt Irish Whiskey
- Connemara 12 year Old Peated Single Malt Irish Whiskey
Goldmedaille 2004 der World Spirit Competition
- Connemara Single Cask Peated Single Malt Irish Whiskey
- Connemara Cask Strength Peated Single Malt Irish Whiskey (58,5 %)
- Connemara Torf Mór Cask Strength Peated Single Malt Irish Whiskey (58,2 %) Phenol >50ppm